# Unión (Montevideo)
 (La) Unión és un barri del centre-sud de Montevideo, Uruguai. Limita amb els barris de Mercado Modelo i Villa Española al nord-oest, Maroñas al nord-est, Malvín Norte a l'est, Buceo i Parque Batlle al sud i La Blanqueada i Larrañaga al sud-oest.
La seva història va començar el 1845, durant el setge de Montevideo per part del líder nacionalista Manuel Oribe, en un temps on la ciutat no era més gran que l'actual Ciudad Vieja. El nom té el seu origen en el Tribunal de la Unió fundat en aquell temps per Oribe. El 1849, Oribe va fundar la Villa de la Restauración, la qual el 1851, en acabar la Guerra Gran, es va canviar de nom a Unión.